# Verdeckte Operation
Verdeckte Operationen (englisch covert operation) sind politische, nachrichtendienstliche oder militärische Aktivitäten, die sowohl heimlich (zur Verschleierung der Identität des Urhebers) als auch verdeckt ablaufen, das heißt, ihre Existenz wird vom Urheber bei Bedarf aktiv dementiert, also geleugnet. Sie werden in Situationen angewendet, in denen ein offenes Vorgehen nicht zum angestrebten Ziel führen oder den Erfolg der Maßnahme gefährden würde. Typische Akteure solcher Operationen sind Geheimdienste, die häufig eigens spezialisierte Abteilungen haben, und militärische Spezialeinheiten. Ein Unterfall der verdeckten Operation ist die Sting-Operation, bei der im Rahmen eines strafrechtlichen Ermittlungsverfahrens durch eine Agent Provocateur ein Verdächtiger zu einer Straftat verleitet werden soll, die als Beweis und zur Verurteilung im Strafverfahren dienen kann.
Es liegt in der Natur der Sache, dass die Öffentlichkeit nur in Ausnahmefällen oder mit langer zeitlicher Verzögerung von derartigen Aktivitäten erfährt, weshalb sie in der medialen Berichterstattung trotz ihrer teilweise erheblichen politischen Bedeutung und Konsequenzen kaum eine Rolle spielen. Sie bilden in vielen Staaten ein etabliertes und regelmäßiges Mittel der inoffiziellen Außenpolitik. So ist mittlerweile eine Vielzahl von Operationen aus der zweiten Hälfte des 20. Jahrhunderts bekannt geworden, die vor allem von den beiden Supermächten USA und Sowjetunion und deren jeweiligen Verbündeten im Zuge ihrer Auseinandersetzung im Kalten Krieg betrieben wurden.

## Allgemein
Eine verdeckte Operation richtet sich meist gegen einen Staat oder eine Region, kann aber auch Ziele im eigenen Land betreffen, beispielsweise in einem politischen Krisengebiet. Gründe für die Wahl einer verdeckten Operation sind zum Beispiel, wenn die Ziele oder Methoden der Operation gegen bestehende Gesetze, parlamentarische Verbote oder internationales Recht verstoßen oder eine negative Berichterstattung in den eigenen Massenmedien oder denen des Ziellandes vermieden werden soll. Verdeckte Operationen sind ein klassisches Betätigungsfeld von Geheimdiensten. Bei Operationen mit militärischem Charakter kommen häufig Spezialeinheiten wie das deutsche Kommando Spezialkräfte (KSK), die US-amerikanische Delta Force, der britische Special Air Service (SAS) oder die russischen Speznas zum Einsatz.

### Unterschied zur Spionage
Der wesentliche Unterschied zur klassischen nachrichtendienstlichen Spionage ist, dass nicht die Gewinnung von Informationen über das Zielland, sondern dessen aktive Manipulation im Mittelpunkt stehen. Verdeckte Operationen sind ein Instrument zur Durchsetzung der Interessen eines Staates bzw. in der Praxis meist eher von dessen Regierung, dessen Potenzial durch die Machtfülle der Akteure, große finanzielle Möglichkeiten und die faktische weitgehende Unabhängigkeit von Gesetzen und demokratischer Kontrolle immens ist. Dies drückt sich umgekehrt in häufig dramatischen Folgen für die betroffenen Zielländer oder Regionen und deren Bevölkerung aus (siehe beispielsweise Contra-Krieg gegen Nicaragua, Operation Condor).

### Unterschied zwischen „clandestine operation“ und „covert action“
Im englischen Sprachraum wird außerdem zwischen den Begriffen covert action/operation und clandestine operation unterschieden. Dabei bezeichnet covert action eine Aktion, bei der sich die Geheimhaltung insbesondere auf den Urheber der Aktion bezieht, das heißt die Existenz der Operation selbst darf (für professionelle Beobachter) erkennbar sein. Gleichzeitig muss der Urheber aber in der Lage sein, einen Zusammenhang zu ihm selbst glaubhaft abzustreiten. Bei dem Begriff clandestine operation liegt die Betonung dagegen mehr auf der kompletten Geheimhaltung der Aktion als solcher, das heißt, auch die Aktivitäten selbst dürfen nicht als Geheimoperation erkennbar sein.

## Charakteristik
Eine typische verdeckte Operation ist die finanzielle oder logistische Unterstützung einer politischen Bewegung oder Gruppierung im Zielland, um darüber die eigenen Ziele durchzusetzen. Dies reicht von legaler Einflussnahme (beispielsweise Unterstützung für demokratische Oppositions-Gruppen) über die Diffamierung politisch missliebiger Personen oder Gruppen durch Desinformation und „Operative Informationen“ bis hin zur Unterstützung von Paramilitärs oder Guerilla-Truppen und Terroristen.
Es sind zahlreiche Fälle bekannt, in denen politische Bewegungen und Parteien, Unternehmen, Gewerkschaften, Radiosender oder Verlage von ausländischen Geheimdiensten gegründet, finanziert oder maßgeblich kontrolliert wurden, um auf diese Weise Einfluss auf das Zielland zu nehmen. Insbesondere die CIA war auf diesem Gebiet während des Kalten Kriegs sehr aktiv (siehe etwa US-Intervention in Chile, Kongress für kulturelle Freiheit).
Ein weiterer Fall ist die (legale) Unterstützung des Militärs in einem weniger entwickelten Zielland, etwa durch Ausbildungsprogramme und umfangreiche militärische Zusammenarbeit, um später eine politisch unerwünschte Regierung durch einen Militärputsch von verbündeten Offizieren entfernen zu lassen.
Typische verdeckte Operationen mit überwiegend militärischem Charakter sind die Befreiung von Geiseln im feindlichen Ausland, die Bekämpfung von Guerilla-Truppen oder des organisierten Drogenhandels.
Verdeckte Operationen werden auch unter falscher Flagge gegen verbündete oder befreundete Staaten oder auf eigenem Staatsgebiet durchgeführt, etwa um deren Unterstützung oder die Vorgehensweise gegen einen gemeinsamen Feind zu sichern oder bestimmte erwünschte Stimmungen in der Zivilbevölkerung zu erzeugen oder zu schüren.
Grundelemente/Typologie verdeckter Operationen
- Aufbau und Beeinflussung politischer Gruppierungen im Zielland
- Desinformation zur Beeinflussung der öffentlichen Meinung oder der Diffamierung politischer Gegner („Operative Information“) im In- und Ausland
- Paramilitärische und militärische Operationen, etwa durch Spezialeinheiten
- Aufbau und Beeinflussung (para-)militärischer Gruppierungen im Zielland (siehe Todesschwadron und Contra-Krieg)
- Führung von gegenüber der Öffentlichkeit abgeschirmten „geheimen Kriegen“ (Secret Wars)[1]
- Organisation und Durchführung von Staatsstreichen oder Regierungswechseln in anderen Ländern (siehe etwa Operation Ajax und Operation FUBELT)
- Gezielte Nutzung und Förderung des Drogenhandels zur Finanzierung einer Operation, siehe Iran-Contra-Affäre
- Vorgehen gegen Terroristen
- Unterstützung von Terroristen
- Subversion
- Entführungen
- Attentate, Politischer Mord
- Sabotage

## Schwarze Operationen
Verdeckte Operationen, die gravierende Verstöße gegen Gesetze oder ethische Grundsätze umfassen, werden im Allgemeinen unter extremer Geheimhaltung durchgeführt, das heißt unter einem sehr strengen Need-to-know-Prinzip. Der englische Fachausdruck für solche Operationen ist Black Operation oder Black Op, was im Deutschen als Schwarze Operation übersetzt wird. Methoden einer schwarzen Operation können zum Beispiel Mord (insbesondere politischer Mord), Entführungen, Folter, das Verschwindenlassen von Personen, das Inszenieren von Terroranschlägen im eigenen Land, die illegale systematische Bespitzelung von Bürgern des eigenen Staates oder die illegale Unterstützung bewaffneter Widerstands- oder Terrorgruppen in anderen Ländern sein.
Einige Staaten wie Südafrika, Argentinien oder El Salvador haben sogenannte schmutzige Kriege gegen Teile der eigenen Zivilbevölkerung geführt, die zahlreiche Charakteristika schwarzer Operationen aufwiesen. Es wurden auch von westlichen Regierungen initiierte schwarze Operationen bekannt, etwa die Aktivitäten der spanischen Grupos Antiterroristas de Liberación der 1980er Jahre oder bestimmte Praktiken der britischen Sicherheitskräfte während des Nordirlandkonflikts. Eine der bekanntesten geplanten, jedoch letztlich wegen des Widerstands von Präsident John F. Kennedy nicht ausgeführten schwarzen Operationen war die Operation Northwoods des US-Militärs 1962. Sie umfasste unter anderem die Inszenierung von Terroranschlägen in den USA, um eine Invasion Kubas zu rechtfertigen.
Ein Sonderfall schwarzer Operationen sind so genannte False-Flag-Operationen (engl., deutsch: Falsche Flagge), deren Ergebnis absichtlich einem tatsächlich unbeteiligten Dritten zugeschrieben wird, etwa um dessen Ruf zu beschädigen. Dabei kommt üblicherweise gezielte Desinformation zum Einsatz. Die oben erwähnte Operation Northwoods war als False-Flag-Operation konzipiert, so wollte man Kubaner fälschlich für von US-Behörden selbst inszenierte Terroranschläge in den USA verantwortlich machen.

## Rechtliche Aspekte und Folgen
Verdeckte Operationen sind in Friedenszeiten eines der wenigen Mittel, unter Umgehung der Souveränität eines fremden Staates direkt auf dessen innere Angelegenheiten Einfluss zu nehmen. Die eingesetzten Methoden verstoßen häufig sowohl gegen das nationale Recht des ausführenden als auch das des Zielstaates sowie gegen Internationales Recht, was die Notwendigkeit der Geheimhaltung umso dringlicher erscheinen lässt. Wird eine verdeckte Operation aufgedeckt, führt dies in manchen Fällen zu ernsten diplomatischen Krisen zwischen den betroffenen Staaten.

## Öffentliche Wahrnehmung
Verdeckte Operationen bilden ein etabliertes und regelmäßig angewandtes, wenn auch sehr kontroverses Instrument der Außenpolitik zahlreicher Staaten. Dabei liegt es in der Natur der Sache, dass sie im Vergleich zu ihrer Bedeutung in der Berichterstattung der Medien und damit der öffentlichen Wahrnehmung deutlich unterrepräsentiert sind. Die amerikanische Regierung entwickelte zur Verschleierung der Operationen ihrer Geheimdienste das Konzept der Glaubhaften Abstreitbarkeit (engl. plausible deniablity), siehe auch Desinformation.
Aufgedeckte Operationen eines verbündeten Staates werden von der Regierung des betroffenen Staates gegenüber der eigenen Bevölkerung häufig so weit wie möglich verheimlicht oder verharmlost, um die ohnehin angespannten Beziehungen nicht durch einen Aufruhr der öffentlichen Meinung weiter zu belasten.

## Bekannte Akteure
Zahlreiche Geheimdienste haben Abteilungen, deren offizielle Aufgabe die Durchführung verdeckter Operationen ist.
Die CIA und das Verteidigungsministerium der Vereinigten Staaten sind zwei der bekanntesten Organisationen, die systematisch und mit offiziellem Auftrag verdeckte Operationen betreiben, siehe dazu auch die bekannt gewordenen Operationen der CIA sowie die Liste von Militäroperationen der Vereinigten Staaten. Der sowjetische KGB und das Ministerium für Staatssicherheit der DDR führten ebenfalls zahlreiche verdeckte Operationen durch, der entsprechende Begriff lautete „Aktive Maßnahmen“. Weitere bekannte Akteure sind der britische MI6, der französische DGSE und der israelische Mossad (ohne Anspruch auf Vollständigkeit).
Dem deutschen Bundesnachrichtendienst sind verdeckte Operationen auf dem Gebiet der Bundesrepublik Deutschland gesetzlich verboten. Es sind allerdings einige Fälle bekannt, in denen der BND gegen dieses Verbot verstoßen hat.

## Beispiele

### BND
- Journalisten-Skandal – Überwachung BND-kritischer deutscher Journalisten
- Plutonium-Affäre – Organisation eines Scheingeschäfts, das den Transport von rund 360 Gramm hochgiftigen und radioaktiven Plutoniums nach Deutschland in einer Lufthansa-Passagiermaschine zur Folge hatte
- Aufbau und Unterstützung von Stay-behind-Organisationen
- Operation Sommerregen – Entwendung von russischen Waffen aus Afghanistan während des sowjetisch-afghanischen Krieges zwecks Technologiegewinnung

### CIA
- Air America – Opiathandel
- Operation Ajax – Sturz des iranischen Premierministers Mossadegh 1953
- Operation PBSUCCESS – Sturz des guatemaltekischen Präsidenten Jacobo Arbenz Guzmán 1954
- Ermordung Che Guevaras in Bolivien 1967
- Invasion in der Schweinebucht – Militärischer Angriff von Exilkubanern auf Kuba 1961, um die Revolutionsregierung Castros zu stürzen
- Operation Mongoose – Militäraktionen, Sabotage, Propaganda und gezielte Attentate auf führende kubanische Politiker 1961–1975
- Iran-Contra-Affäre – Waffen- und Kokainhandel
- Project FUBELT – Verdeckte Operationen in Chile, um die 1970 gewählte Allende-Regierung zu stürzen
- Operation IAFEATURE – Unterstützung der UNITA und der Militärintervention Südafrikas im angolanischen Bürgerkrieg, die zum Eingreifen Kubas 1975 führte

### DGSE
- La Main Rouge – Diverse Attentate und Anschläge unter falscher Flagge in westeuropäischen Ländern, u. a. auf den Frachter Atlas im Hamburger Hafen im Oktober 1958
- Satanique – Versenkung des Greenpeace-Schiffes Rainbow Warrior und Tötung eines Greenpeace-Mitglieds 1985 durch einen Sprengsatz, den zwei französische Agenten in einem neuseeländischen Hafen anbrachten. Greenpeace führte zu dieser Zeit eine intensive Kampagne gegen die französischen Atomtests auf dem Mururoa-Atoll im Südpazifik.

### DDR-Staatssicherheit
- Bestechung des CDU-Politikers Julius Steiner und des CSU-Politikers Leo Wagner 1972, um das konstruktive Misstrauensvotum der CDU unter Rainer Barzel gegen Bundeskanzler Willy Brandt zu Fall zu bringen
- Die Gruppe Ralf Forster (auch DKP-Militärorganisation genannt) war eine geheime Teilorganisation der Deutschen Kommunistischen Partei während des Kalten Krieges. Sie war vom MfS ausgebildet und sollte im Kriegsfall auf dem Gebiet der Bundesrepublik Sabotageakte und Anschläge auf Personen verüben.

### Andere Nachrichtendienste
- Operation Condor war eine multinationale verdeckte Operation der rechtsgerichteten Militärdiktaturen in Argentinien, Chile, Paraguay, Uruguay, Bolivien und Brasilien in den 70er und 80er Jahren. Ziel war die gemeinsame Verfolgung und Ermordung von Oppositionellen. Der CIA wird vorgeworfen, die Operation trotz Kenntnis geduldet und sogar indirekt unterstützt zu haben.
- Operation STOCKADE war eine Operation des Security Service (MI5) und des Government Communications Headquarters (GCHQ), um in den 60er Jahren die geheime Nachrichtenübertragung der französischen Botschaft in London aufzuzeichnen und zu entschlüsseln.
- Der iranische VEVAK ermordete in den 1990er Jahren systematisch etwa 100 iranische Regimegegner, darunter Journalisten, Künstler und Autoren. Die als Kettenmorde bekannt gewordenen Gewalttaten wurden unter anderem als Autounfälle, Messerstechereien oder natürliche Todesfälle getarnt und waren vermutlich direkt von der Staatsspitze befohlen.
- Die südafrikanische Polizei unterhielt während der Apartheid die geheime Spezialeinheit C1 (früher: C10), die auch unter der Bezeichnung „Vlakplaas“ bekannt war. C1 führte zahlreiche Anschläge gegen Gegner des Apartheid-Regimes als verdeckte Operationen durch. Die Opfer gehörten meist der schwarzen Bevölkerungsgruppe an.
- Im Dezember 2022 legte das russische Schiff „Lady R“ in Südafrika an und lieferte angeblich Ausrüstung an die staatlichen Streitkräfte (SANDF). Berichten zufolge waren an dieser Operation Fahrzeuge beteiligt, die mit Peters Communications Trust, einer SANDF-Scheinfirma, in Verbindung stehen. Unter ihnen war ein weißer Mercedes-Benz Kombi, der später in der Mall of Africa gesehen wurde, wo angeblich zwei Männer entführt wurden. Diese Männer seien angeblich mit dem IS in Verbindung gestanden und wurden vermutlich von Mitgliedern des Peters Communications Trust entführt. Oberstleutnant Frans Mathipa von der Einheit „Verbrechen gegen den Staat“ der Hawks untersuchte diese Entführungen, wurde jedoch auf der Autobahn N1 von einem Präzisionsschützen ermordet, bevor er seine Ermittlungen abschließen konnte. Dieser Vorfall gibt Anlass zur Sorge hinsichtlich der verdeckten Aktivitäten von aktivem oder ehemaligem Personal der SANDF-Spezialeinheiten.[6]